# Sebastián Beccacece
Sebastián Andrés Beccacece (Rosário, 17 de dezembro de 1980) é um treinador e ex-futebolista argentino que atuava como lateral-direito. Atualmente comanda o Equador.

## Carreira como jogador
Iniciou sua carreira nas categorias de base do Juan XXIII, atuando como lateral-direito. Como não conseguiu se profissionalizar, depois de alguns anos decidiu abandonar os gramados e resolveu estudar para tornar-se treinador.

## Carreira como treinador
Sua primeira oportunidade veio na década de 2000, quando foi contratado para trabalhar nas categorias de base do Club Renato Cesarini.
No final de 2002, Claudio Vivas, que era assistente de Marcelo Bielsa quando o mesmo comandava a Seleção Argentina, apresentou Jorge Sampaoli a Beccacece em uma reunião. Nesse tempo, Sampaoli dirigia o Sport Boys e estava procurando um auxiliar. Assim, no ano de 2003, com apenas 22 anos, Beccacece foi incorporado na comissão técnica do clube peruano.
Em julho de 2010, após a Copa do Mundo FIFA realizada na África do Sul, Beccacece recebeu um telefonema de Bielsa, que lhe ofereceu um cargo como assistente na Seleção Chilena. Por conta da lealdade a Sampaoli, Beccacece respeitosamente recusou a oferta e permaneceu no Emelec como auxiliar técnico.

### Universidad de Chile
Quando Jorge Sampaoli acertou com a Universidad de Chile, Beccacece tornou-se seu assistente lá também. Em 12 de junho de 2011, conseguiu seu primeiro título profissional como assistente da Universidad de Chile: com uma goleada por 4 a 1 sobre a Universidad Católica, sagrou-se campeão do Apertura de 2011. Já no dia 14 de dezembro, a Universidad de Chile foi pela primeira vez campeã de uma competição internacional, faturando o título da Copa Sul-Americana. O clube encerrou a grande temporada conquistando o Clausura de 2011 no dia 29 de dezembro, após uma vitória por 3 a 0 sobre o Cobreloa. Com o título, a Universidad tornou-se bicampeã do Campeonato Chileno.
Já no ano de 2012, o clube chegou na semifinal da Copa Libertadores da América, perdendo para o Boca Juniors por 2 a 0 na La Bombonera, e empatando em 0 a 0 no Estádio Nacional. A Universidad conquistou seu terceiro Campeonato Chileno ao faturar o Pertura de 2012, superando na final o O'Higgins, ex-clube de Beccacece, numa disputa por pênaltis.

### Independiente
Em 7 de junho de 2019, foi anunciado como novo treinador do Independiente.

## Estatísticas como treinador
Atualizadas até 22 de julho de 2021
| Equipe               | Jogos | Vitórias | Empates | Derrotas | Aproveitamento |
| -------------------- | ----- | -------- | ------- | -------- | -------------- |
| Defensa y Justicia   | 66    | 36       | 19      | 21       | 64.14%         |
| Racing               | 29    | 14       | 7       | 8        | 57.47%         |
| Independiente        | 16    | 8        | 1       | 7        | 52.08%         |
| Elche                | 14    | 3        | 3       | 8        | 28.57%         |
| Universidad de Chile | 24    | 5        | 9       | 10       | 33.33%         |

## Títulos como treinador
Defensa y Justicia
- Recopa Sul-Americana: 2021